# Rocket (fusée)
Pour les articles homonymes, voir Rocket.
Rocket (« Fusée » en anglais) est un lanceur léger américain développé par la société Astra Space basée à Alameda, près de San Francisco (Californie). Cette fusée à deux étages capable de placer une charge utile de 200 kilogrammes en orbite basse est propulsée par des moteurs-fusées à ergols liquides développés en interne brulant un mélange d'oxygène liquide et de kérosène. Ces moteurs présentent la particularité d'être alimentés en ergols par des pompes électriques ce qui permet de simplifier leur conception. Son constructeur souhaite se démarquer de ses concurrents par la rapidité de mise en œuvre et son prix réduit (annoncé à 2,5 millions de dollars). La société a été sélectionnée en 2019 par la DARPA (l'agence de recherche de l'Armée américaine), qui souhaite disposer d'un lanceur léger pouvant décoller avec un délai de préavis minimum, depuis n'importe quelle base des États-Unis. Après trois échecs consécutifs en  septembre 2020, décembre 2020 et août 2021, le lanceur réussit son premier vol le 20 novembre 2021. Le 4 août 2022, à la suite de plusieurs échecs, la version Rocket 3.0 est annulée.

## Historique

### Création de la société

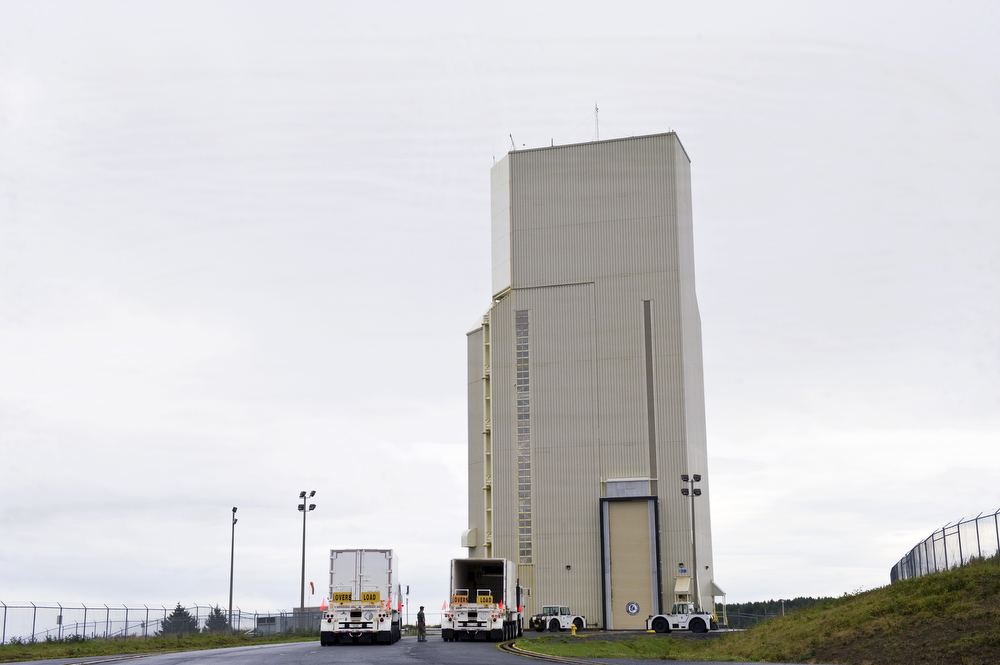
Zone de lancement no 2 de Kodiak, d'où furent lancées Rocket 1.0 et 2.0.

La société Ventions LLC, bureau d'études et de recherche, est créée en 2005 à Alameda, ville de la banlieue de San Francisco (Californie). Durant 10 ans, elle développe des technologies aérospatiales en partenariat avec l'agence spatiale américaine, la NASA. En septembre 2016 elle est rebaptisée Astra Space. Astra Space entame le développement d'un lanceur ultra léger (capacité initiale 100 kilogrammes en orbite basse) conçu selon son constructeur de manière à pouvoir effectuer des lancements à cadence élevée à des couts réduits. L'objectif est de commercialiser le lancement au prix  2,5 millions dollars américains, soit trois fois moins que son principal concurrent, le lanceur Electron. La société souhaite abaisser à terme ce prix à 1 million de dollars grâce à une cadence de production élevée. Pour y parvenir, Astra Space pousse au maximum l'intégration verticale du processus de construction (la majorité des composants sont fabriqués par Astra Space) et fait des choix technologiques plus simples que son principal concurrent, Electron. Elle se consacre d'abord à la réalisation d'une pompe électrique d'alimentation en ergols qui doit remplacer la traditionnelle turbopompe équipant la majorité des lanceurs en service. Le modèle développé à haute puissance doit alimenter un moteur-fusée d'une poussée de 4 tonnes. La maîtrise de cette technologie permettra de réduire la masse des réservoirs en permettant la suppression du système d'alimentation par pressurisation. La société s'installe dans les murs d'un ancien site de la Marine de guerre américaine utilisé par celle-ci pour tester ses réacteurs d'avion. En 2018, la société dévoile la maquette d'un lanceur léger à deux étages.

### Premiers tests: les vols suborbitaux 1.0 et 2.0
Le 20 juillet 2018, Astra Space réalise un vol d'essai de sa première fusée, dénommée Rocket 1.0, depuis la zone de lancement no 2 de la base de lancement de Kodiak, en Alaska. Le véhicule décolla en plein brouillard, rendant l'observation du vol très difficile, et l'issue du vol est incertaine. La FAA a indiqué qu'un accident était survenu, ayant empêché la poursuite de la mission dans des conditions nominales, ce 21 secondes après le décollage depuis Kodiak. La fusée Rocket 1.0 est composée d'un premier étage de 1,14 m de diamètre, équipé de cinq moteurs Delphin développés par l'entreprise, fonctionnant grâce à du kérosène et de l'oxygène liquide, et alimentés grâce à une turbopompe électrique. Il semble qu'un deuxième étage ait été ajouté sur ce vol, bien que celui-ci ne fut qu'une maquette, non fonctionnelle. Ce premier, et à ce jour unique, vol de Rocket 1.0 fut commercialisé à un client dont le nom n'a pas été divulgué, faisant également de ce lancement le premier vol commercial à décoller depuis la base de Kodiak. La mission était nommée P120, et malgré l'accident survenu après le décollage, le client se déclarera satisfait du service offert par Astra Space.
Le 20 novembre 2018, soit 4 mois après le lancement de Rocket 1.0, Astra Space réalise un nouveau vol d'essai suborbital, avec une fusée dénommée Rocket 2.0, qui est une version amélioré de la fusée originelle, disposant d'une coiffe plus volumineuse, et étant toujours équipée d'une simple maquette de deuxième étage, non fonctionnelle. Le lancement était, comme pour le premier, financé par un client dont le nom n'a pas été divulgué, et lancé depuis la zone de lancement no 2 de la base de Kodiak. Le vol de Rocket 2.0 se soldera par un échec, la fusée n'ayant pas réussi à atteindre l'altitude et l’azimut de 195° visés au décollage. Selon les déclarations de la FAA, les 5 moteurs Delphin du premier étage auraient subi des dysfonctionnements, et des débris du lanceur seraient retombés dans l'enceinte de la base de lancement, sans toutefois faire de blessés.

### Sélection du lanceur par l'Armée américaine

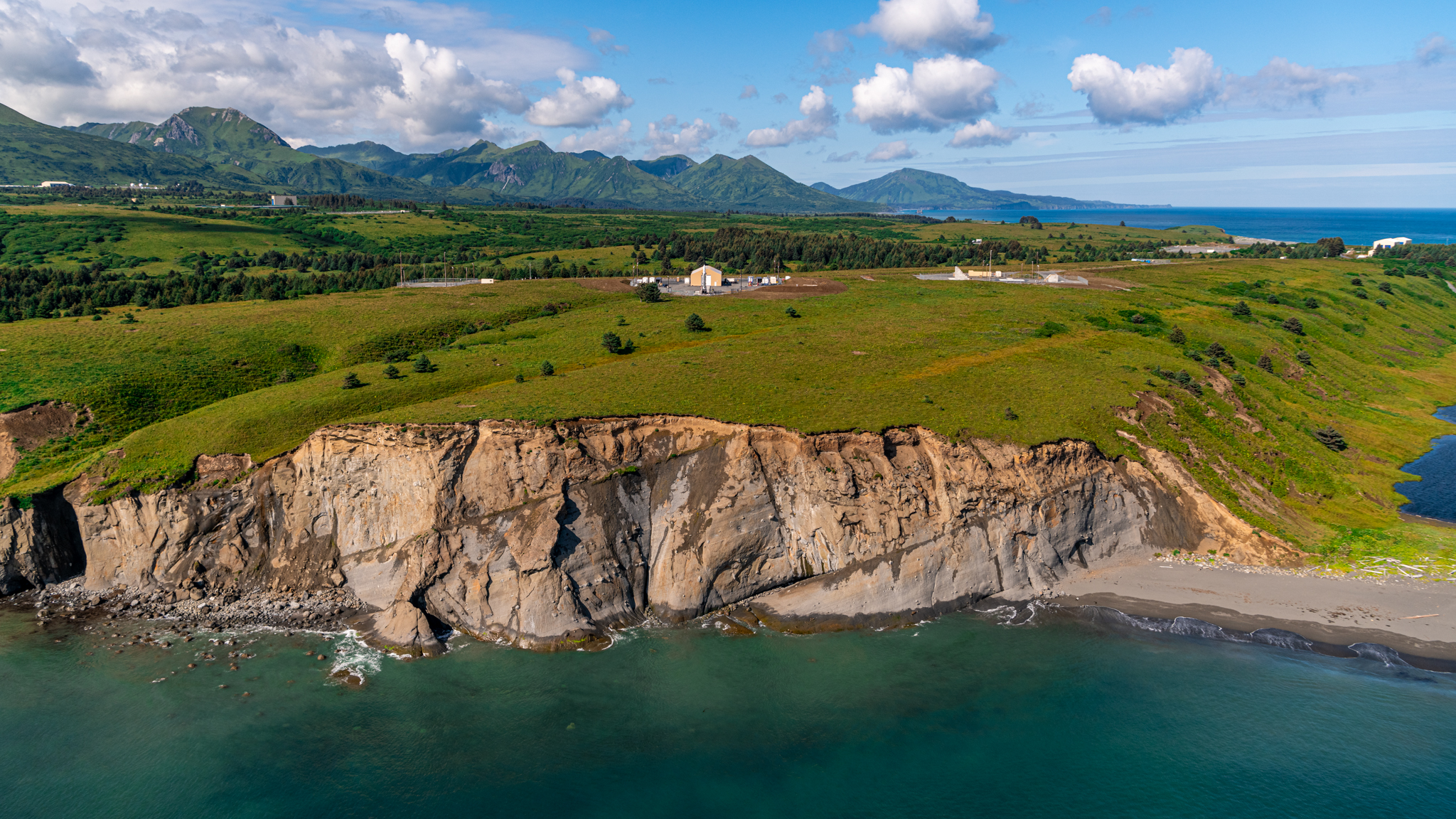
Vue aérienne des nouveaux pas-de-tirs de la base de Kodiak (LP-3B en premier plan)

En mars 2019, Astra Space est sélectionnée aux côtés de deux autres nouveaux constructeurs de lanceurs, ce parmi plus de 60 candidats, par la DARPA (l'agence de recherche de l'Armée américaine) dans le cadre d'un concours devant permettre à l'agence de disposer d'un lanceur léger pouvant décoller très peu de temps après l'annonce de la charge utile et de sa destination. La même année, Astra Space deviendra la seule entreprise concourant encore pour la DARPA, après que la société Vector ait déclaré faillite, et que Virgin Orbit se soit retirée du « DARPA Launch Challenge ». L'agence s'engage alors à verser tout d'abord 2 millions de dollars à la société pour la réalisation d'un premier vol orbital, puis 10 millions de dollars pour la réalisation d'un second vol, réalisé dans le cadre du concours. En juillet 2019, la société Astra Space, qui est parvenue à lever 100 millions de dollars américains de capitaux, emménage dans de nouveaux locaux d'une superficie de plus de 23 000 m2 situés à quelques centaines de mètres de son ancienne implantation. En octobre de la même année, un complexe de lancement est inauguré sur la base de Kodiak (Alaska), dénommé LP-3B, devant être utilisé pour les lancements de son nouveau lanceur orbital, nouvellement dénommé Rocket 3.0. La société passera toute l'année à développer et construire les systèmes d'intégration, de propulsion d'avionique et d'alimentation de son nouveau lanceur orbital. La société emploie 170 personnes début 2020. La société qui ne faisait jusque là aucune publicité sur son activité, décide d’apparaître au grand jour et crée un site internet, ainsi qu'un compte Twitter, en janvier 2020.

### Mise au point du lanceur

#### Première tentative orbitale (vol 3.0 avril 2020)

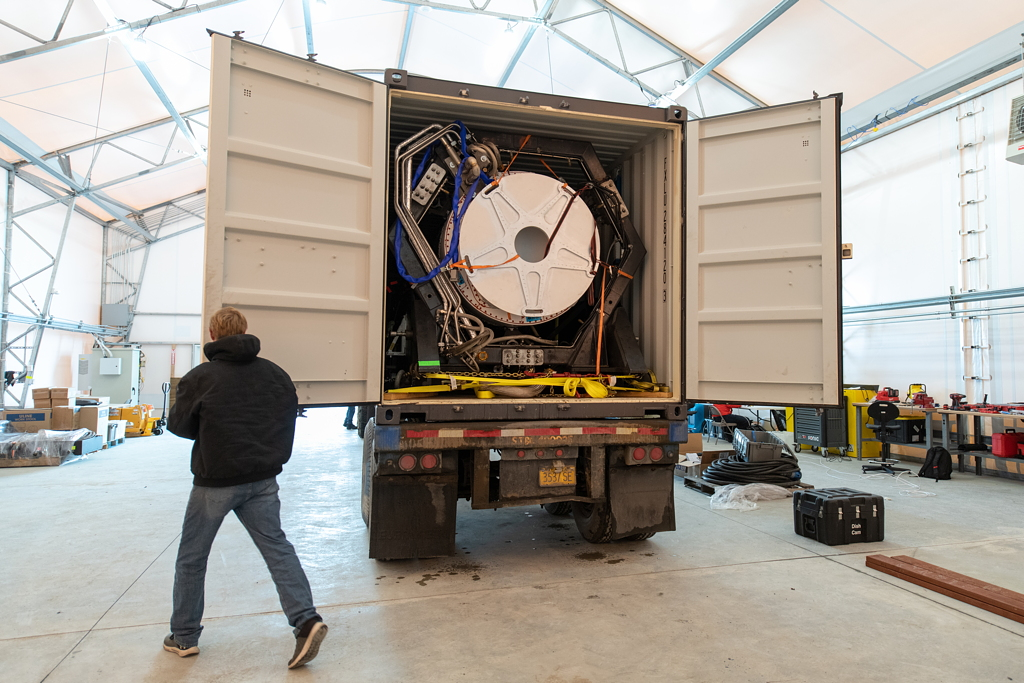
La fusée est transportée entièrement assemblée dans un container jusqu'à la base de lancement.

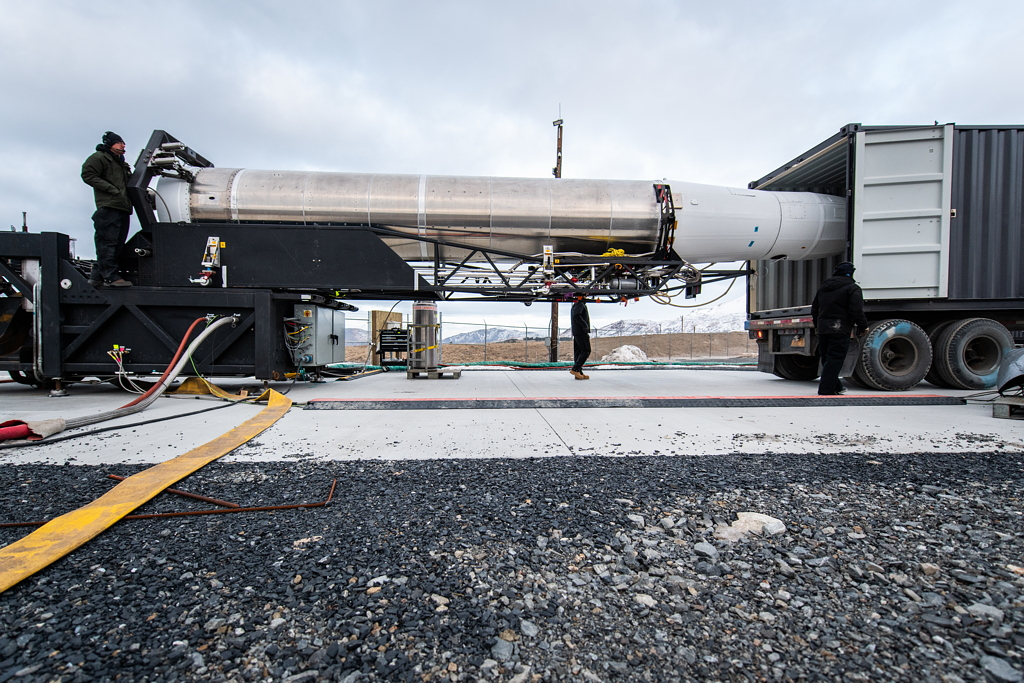
La fusée est extraite de son container à son arrivée à la base de lancement.

Astra Space annonce en début d'année 2020 prévoir le premier vol orbital de son lanceur Rocket 3.0 en mars 2020, depuis la zone de lancement n°3B de la base de Kodiak, dans le cadre du DARPA Launch Challenge. Cette version de la fusée Rocket dispose d'un premier étage possédant un diamètre plus important que Rocket 1.0 et 2.0, et d'un deuxième étage opérationnel, Rocket 3.0 ayant désormais les capacités d'atteindre l'orbite basse terrestre avec une charge utile d'une centaine de kilogrammes. Les conditions pour remporter le concours de la DARPA sont les suivantes :
- Effectuer deux lancements séparés dans un intervalle de temps défini,
- Faire ces vols depuis deux bases ou pas de tirs différents,
- Court délai entre l'arrivée des charges utiles et le lancement,
- Jusqu'à deux semaines maximum entre les deux lancements,
- Pouvoir lancer plusieurs charges utiles en même temps, vers une orbite différente à chaque vol.

À bord de ce premier vol de Rocket 3.0 se trouveront cinq charges utiles appartenant à la DARPA, à savoir trois satellites ARCE-1 de communications, développés par l'université du Sud de la Floride, un satellite militaire dénommé Prometheus, développé par le Laboratoire national de Los Alamos, et un cinquième satellite appartenant à la SOARS, qui est une balise d’identification. Ces satellites visaient une orbite de 450 km d'altitude,, mais la DARPA a déclaré que le lancement serait un succès même si les charges sont déployées à 150 km. La charge utile fut dévoilée à Astra le 22 janvier 2020 (30 jours avant la date limite à laquelle le lanceur doit avoir décollé), et le lanceur fut transféré par avion à Kodiak le 18 février 2020. L'intégration des charges utiles au lanceur eut lieu le lendemain, la coiffe fut fermée deux jours plus tard, et le lanceur fut transféré sur le pas de tir le 23 février 2020.
Après plusieurs reports successifs du lancement à cause de problèmes météorologiques, le compte à rebours final a débuté le 2 mars 2020 en vue du premier vol orbital du lanceur, depuis la zone de lancement 3B de la base de Kodiak. Néanmoins, à 53 secondes du lancement, le compte est stoppé et le lancement reporté, en raison d'un capteur dans le lanceur qui envoyait des informations qui auraient pu indiquer une erreur sur certains composants. Avec ce nouveau délai, Astra perd le concours de la DARPA, tout comme la récompense. Ce vol, dénommé One of Three (« Un sur trois »), aurait dû être suivi de deux autres vols orbitaux, Two of Three (« Deux sur trois ») et Three of Three (« Trois sur trois »), quelques jours après le vol inaugural, depuis d'autres bases de lancement, ce afin de compléter les conditions du concours de la DARPA.
Après plusieurs semaines de réparations, le lanceur a été de nouveau placé sur son pas de tir en avril, mais semble avoir subi une avarie, et il a été rapporté que le véhicule aurait explosé lors d'un essai de remplissage des réservoirs le 24 avril 2020, toujours sur le site de lancement de Kodiak. Une valve serait restée ouverte lors du vidage des réservoirs du lanceur, entraînant sa destruction.
Le 19 juin 2020, l'Armée américaine annonce qu'elle paiera Astra Space pour envoyer certains de ses satellites en orbite, afin de soutenir financièrement la compagnie après la crise du Covid-19. La date et l'emplacement exact de ces futurs lancements n'ont pas été communiqués.

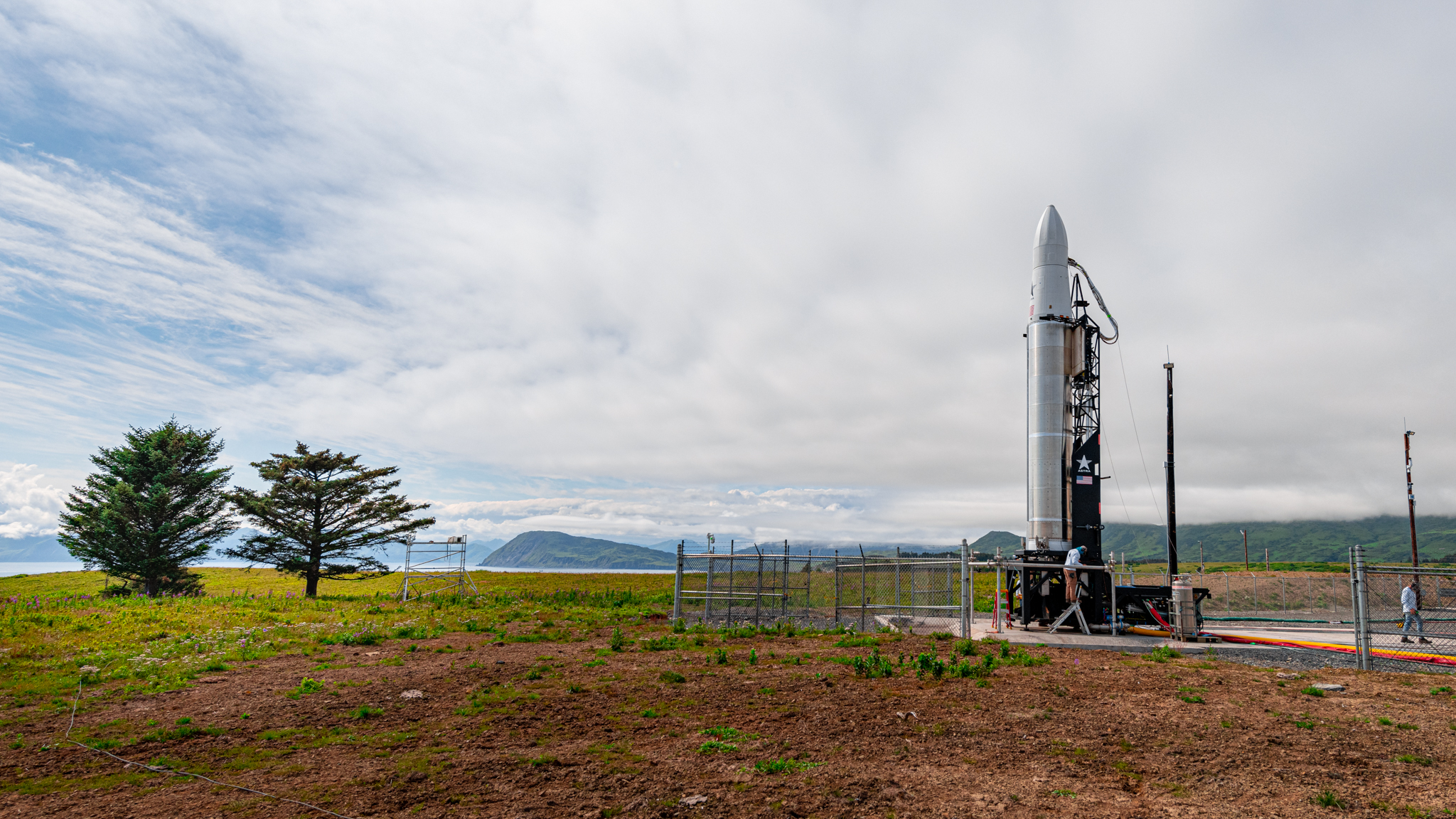
Rocket 3.1 sur le LP-3B depuis Kodiak

#### Premier vol orbital (vol 3.1 septembre 2020)

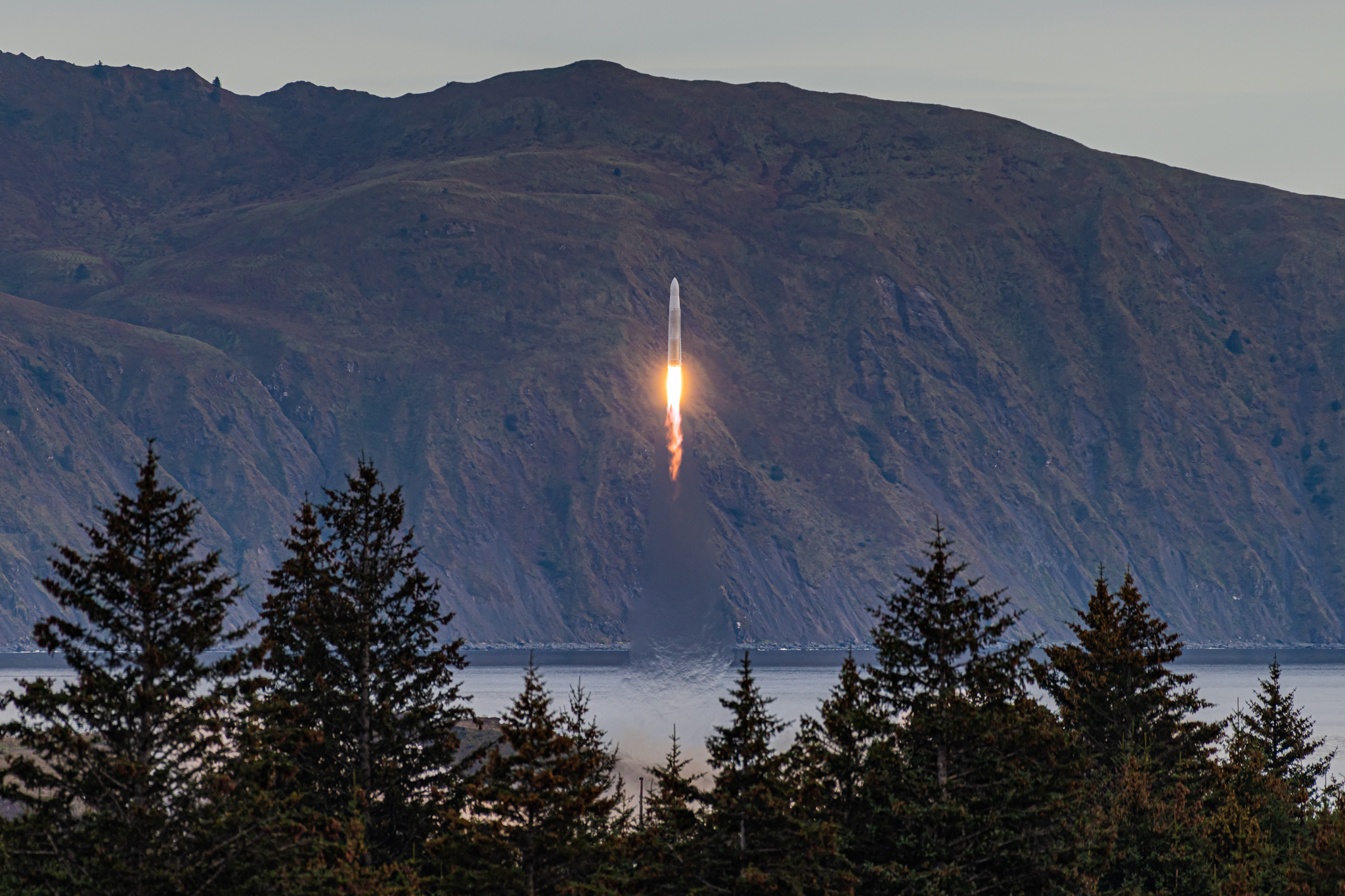
Décollage de Rocket 3.1, le 12 septembre 2020.

Après l'échec de la première tentative, un nouveau véhicule est construit, dénommée Rocket 3.1. Après une mise à feu statique réussie le 16 juillet 2020, le lanceur est préparé pour son premier vol orbital, toujours depuis la zone de lancement n°3B de la base de Kodiak. L'objectif d'Astra est désormais de réaliser trois vols de démonstration, avec pour but d'avoir atteint au moins une fois l'orbite lors du troisième essai,. Lors de ce premier vol, Astra souhaite principalement réaliser une poussée nominale du premier étage. Le lanceur, ne concourant plus pour le concours de la DARPA, n'aura aucune charge utile de l'agence à bord, et aucune autre charge utile, Astra ne souhaitant pas risquer le satellite d'une compagnie sur un vol aussi risqué. Le deuxième étage devrait toutefois se placer sur une orbite de 340 km autour de la Terre, avec une inclinaison de 86,3°, étage auquel il sera envoyé un signal électrique simulant la séparation d'un hypothétique satellite.
Originellement prévu pour le 25 juillet 2020, le lancement est reporté à plusieurs reprises à la suite de la météo défavorable et de la présence de bateaux dans la zone de lancement.
Le 7 août 2020, le compte-à-rebours est interrompu à quelques secondes du décollage en raison d'une perte de pression dans le système de déluge d'eau, devant atténuer les ondes de choc produites par le lanceur. Le 8 août, le lancement est à nouveau reporté à début septembre. Après d'autres reports, c'est finalement le 12 septembre 2020 que Rocket 3 décollera de Kodiak. Après quelques secondes de vol, le lanceur dévie de sa trajectoire, et l'arrêt des moteurs est ordonnée par le centre de contrôle. Le lanceur bascule sur lui-même, et explosera à plusieurs centaines de mètres du pas-de-tir. Une nouvelle tentative devrait être effectuée dans peu de temps, le lanceur Rocket 3.2 étant déjà prêt au moment du premier vol.

#### Deuxième tentative (vol 3.2 décembre 2020)
Il était initialement prévu que le lanceur Rocket 3.2, le troisième véhicule orbital produit par la firme, fasse une nouvelle tentative de lancement le 7 décembre 2020, toujours depuis la base de Kodiak, en Alaska. Le vol fut par la suite reporté au 11 décembre, puis au 12, et enfin au 15 décembre, dû à de mauvaises conditions météorologiques sur place. Durant cet intervalle, un employé de la société fut contaminé par le virus du Covid-19, alors que le pays était en prises avec la pandémie mondiale. L'équipe qui assure les opérations de lancement à Kodiak, composée de 5 personnes, a donc été remplacée par l'équipe de réserve.
Le 15 décembre 2020 le deuxième exemplaire de la fusée Rocket 3.0 décolle du LP-3B de la base de Kodiak pour son deuxième vol orbital. Contrairement au premier vol, l'orbite visée était l'orbite héliosynchrone. Le vol du premier étage fut nominal, et ce dernier se sépara correctement du deuxième. Le deuxième étage alluma avec succès son moteur Aether, mais ce dernier fonctionna moins bien que prévu, dû à un mauvais ratio de mélange des ergols, ce qui empêcha le lanceur de se placer sur une orbite stable. Rocket 3.2 atteignit un apogée maximal de 390 km, et une vitesse maximale de 7,2 km/s, ce qui est trop peu élevé pour effectuer une mise en orbite. L'étage supérieur retomba par conséquent dans l'atmosphère terrestre.

#### Troisième tentative (vol 3.3 août 2021)
Après ce nouvel échec, Astra annonça la tenue d'un prochain vol avec son quatrième véhicule, Rocket 3.3, qui à la différence notable des précédents exemplaires, est lancé avec une charge utile factice de l'USAF destinée à recueillir des données sur le vol.
Le lancement a lieu le 28 août 2021 à 15 h 35, heure du Pacifique, toujours depuis la base de Kodiak. Un des cinq moteurs du premier étage tombe en panne une seconde après celui-ci conduisant à un déplacement latéral. La fusée monte ensuite à une cinquantaine de km d'altitude puis l'ordre de couper les moteurs est donné à environ 2 minutes 30. Elle s'écrase ensuite dans l'océan Pacifique.

#### Premier vol réussi (vol 3.4 novembre 2021)
Après trois échecs d'affilée, une nouvelle tentative couronnée de succès est effectuée le 20 novembre 2021. Le lanceur Rocket 3.0 emporte une charge utile constituée par un équipement de test des forces spatiales américaines qui n'est pas déployé une fois l'orbite atteinte et ce de manière intentionnelle.

### Dernier échec et fin du programme Rocket 3.0
Le 12 juin 2022, un tir emportant des satellites de la NASA depuis Cape Canaveral est un échec. L'entreprise annonce le 4 août 2022 qu'elle arrête le programme Rocket 3.0 pour développer une nouvelle version plus puissante, Rocket 4.0, dont les essais sont prévus pour 2023. Puis repoussés à 2024.

## Caractéristiques techniques

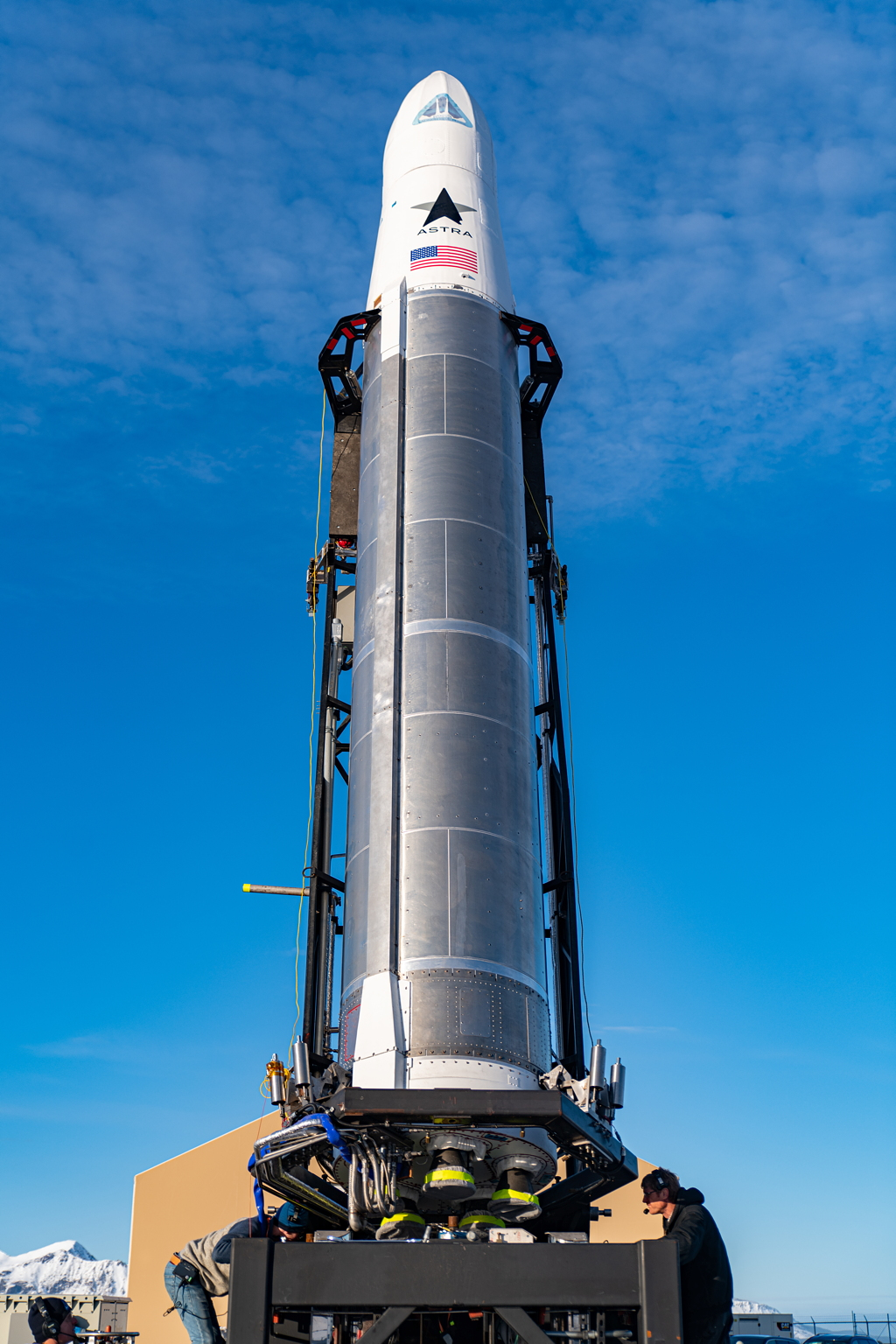
Le lanceur en position verticale.

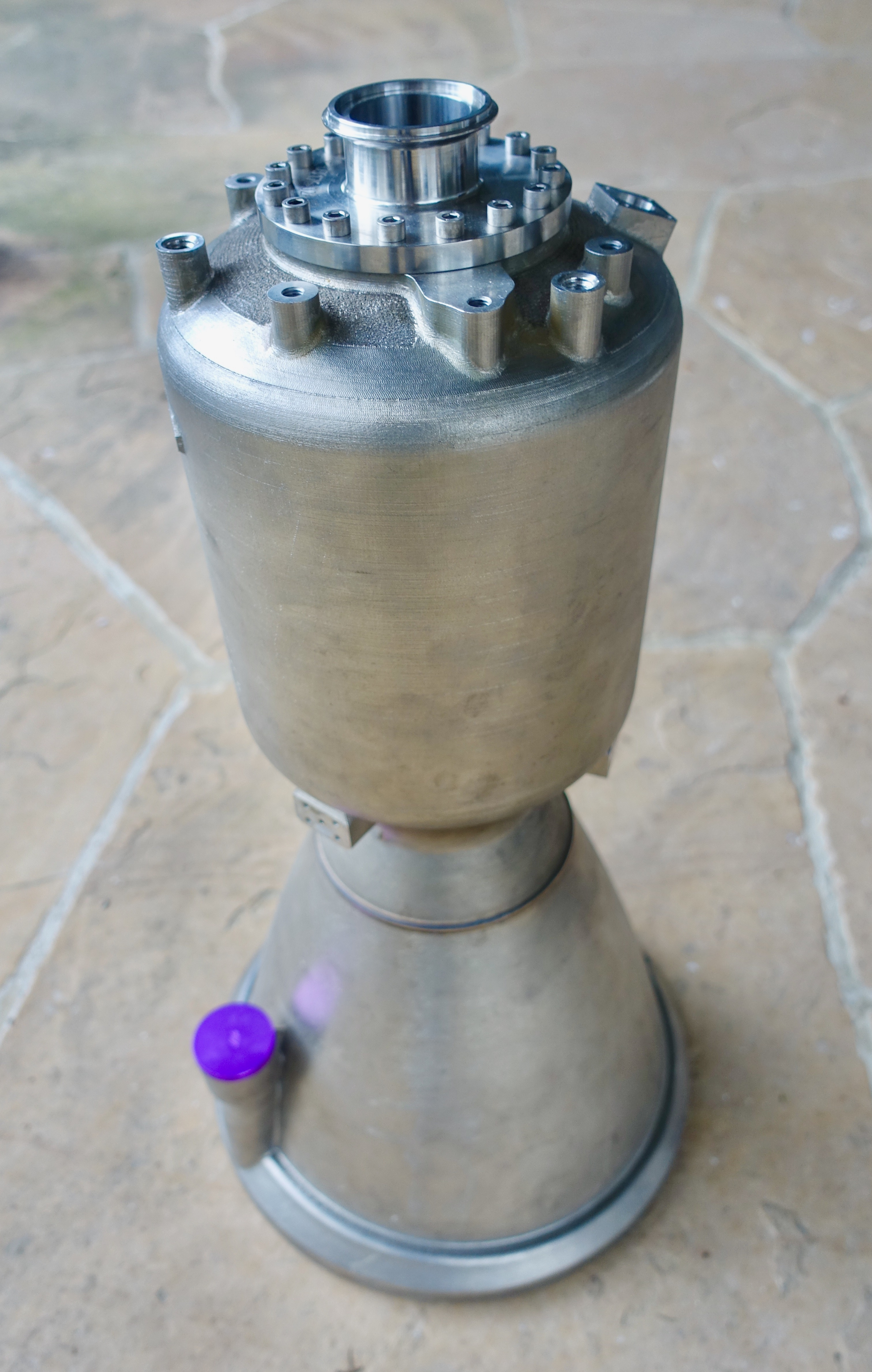
Moteur Delphin propulsant le premier étage.

Le lanceur complet a une hauteur de 11,6 mètres, pour un diamètre de 1,22 mètre. Il peut placer en orbite basse entre 75 et 200 kilogrammes,. La structure de la fusée, coiffe comprise, est en aluminium et non en matériau composite carbone. La pénalité en masse pour (20 %) est largement compensée d'après le constructeur du lanceur, par l'abaissement du coût de fabrication. La fabrication additive est utilisée uniquement pour la fabrication de la chambre de combustion et les pales de la pompe car ce procédé est jugé coûteux et lent par les dirigeants de l'entreprise.
Le premier étage est propulsé par 5 moteurs Delphin, nommés d'après une divinité grecque ayant l'aspect d'un dauphin, qui sont disposés en pentagone sur la base de l'étage. Ces moteurs présentent la particularité notable d'être alimentés par des pompes électriques, qui remplacent ainsi les turbopompes traditionnelles, beaucoup plus lourdes et complexes. Ce n'est néanmoins pas le premier lanceur à utiliser ce type de technologie, la fusée Electron détenant cette place. Les moteurs Delphin brûlent un mélange de kérosène (de type RP-1), et d'oxygène liquide, et produisent une poussée totale de 140 kN au décollage (poussée unitaire de 28 kN). Le premier étage est réalisé en aluminium, ce qui explique la vive couleur métallique du lanceur sur le pas de tir. Les cinq moteurs Delphin sont eux protégés par une simple couverture thermique jaunâtre qui entoure la tuyère, permettant ainsi à Astra Space d'éviter la construction de protections classiques en aluminium. Ce procédé est également utilisé sur des lanceurs comme les Longue Marche chinoises.
Le deuxième étage est lui propulsé par un unique moteur-fusée Aether (« Éther » en français), produisant une poussée dans le vide de 3,1 kN. Le moteur est alimenté en ergols  par mise sous pression des réservoirs. Le moteur Aether  brûle un mélange de kérosène de type RP-1 et de l'oxygène liquide qui sont stockés dans deux réservoirs sphériques situés l'un au-dessus de l'autre. L'étage est entièrement enfermé dans le cône aérodynamique reliant le premier étage à la coiffe. Cette coiffe, tout comme le deuxième étage, est réalisée en aluminium. Elle dispose de plusieurs petits orifices à son sommet, permettant de laisser s'échapper l'air que contient la coiffe au fur et à mesure que le lanceur gagne en altitude.

Composants du lanceur
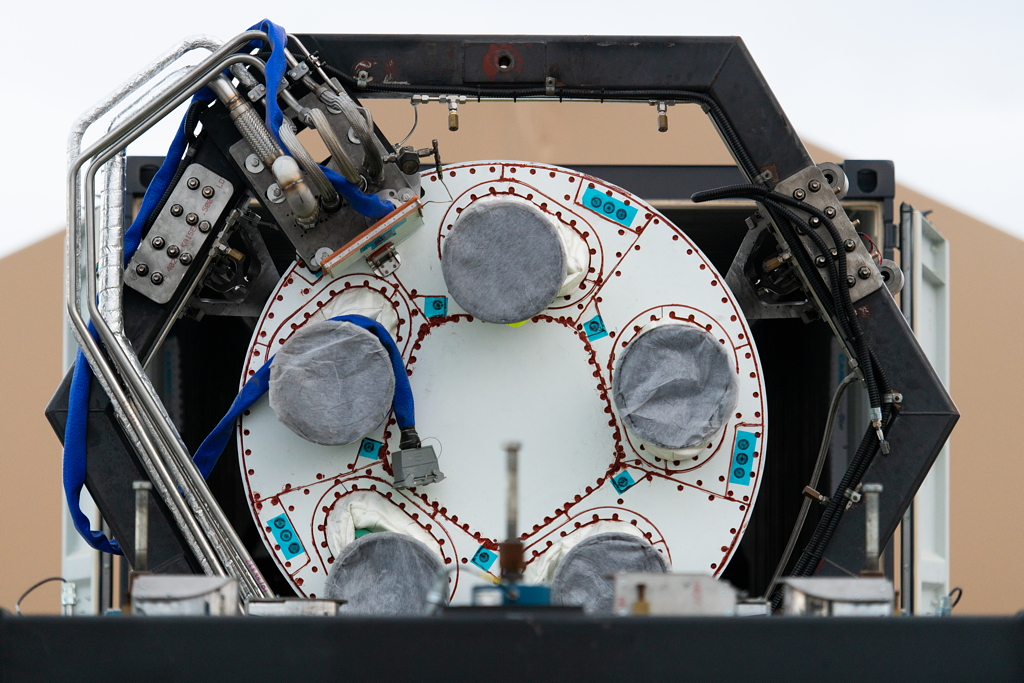
Vue des 5 moteurs Delphin du premier étage
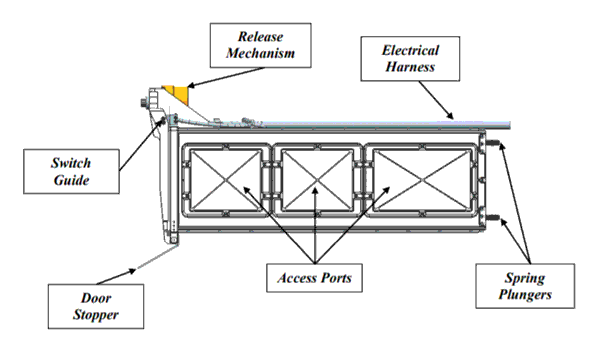
Schéma du système de séparation de petits satellites, la P-POD

## Installations de lancement

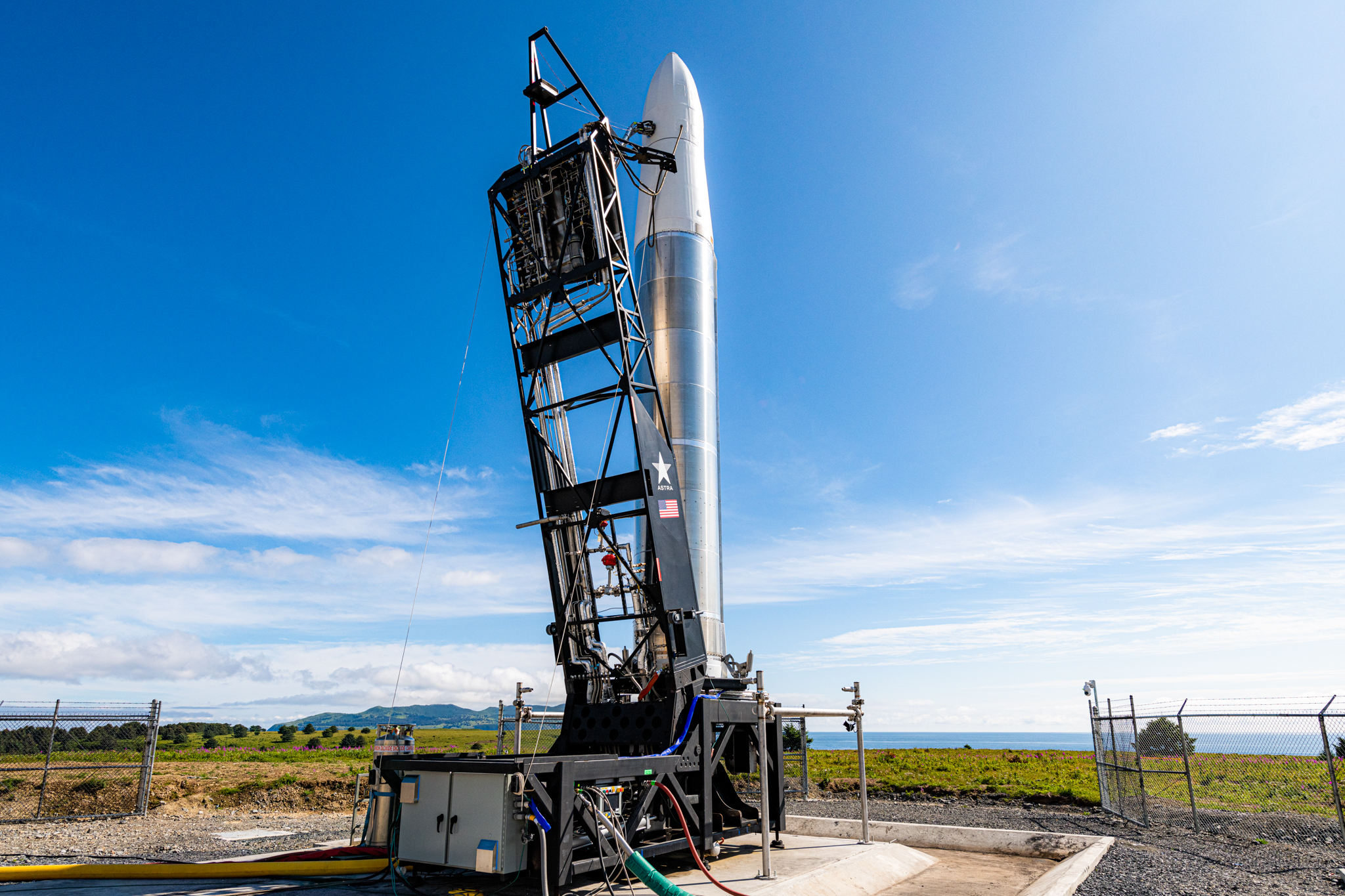
Lanceur sur son pas-de-tir

Astra Space a souhaité simplifier au maximum le lancement de Rocket. Les éléments du  lanceur sont fabriqués dans l'établissement d'Alameda, situé dans la banlieue de San Francisco, où ils sont également assemblés et préparés pour le lancement. Les essais de mise à feu des moteurs du lanceur sont également effectués sur ce site. Le lanceur est ensuite transféré par avion dans un simple conteneur vers son site de lancement. En 2021, seule la base de lancement de Kodiak peut accueillir Rocket. Elle permet de placer des satellites sur des orbites polaires et héliosynchrones). À terme, il est prévu que le lanceur utilise également les bases de Wallops et des Îles Marshall. En date de 2022, Rocket 3 effectue des lancements depuis les bases de Kodiak et Cap Canaveral. L'ensemble de lancement de Rocket pourrait être comparé à l'unité de lancement mobile développée par le CNES pour ses lancements de fusées-sondes en Antarctique, permettant de se déployer en peu de temps à n'importe quel endroit de la planète. Une équipe très réduite (16 personnes pour Rocket) suffit à installer le lanceur sur son pas de tir grâce à une rampe portable, et à fixer le lanceur sur un socle, lui aussi mobile. Le socle incorpore cinq déviateurs de jet. Cette architecture permet de répondre aux besoins de l'Armée américaine, qui souhaite disposer d'un petit lanceur pouvant être tiré très rapidement depuis n'importe quelle base des États-Unis. Le pas de tir comprend une tour de service permettant l'alimentation du lanceur en carburant et équipée de pinces permettant de maintenir le lanceur en position jusqu'au décollage.
Les deux premiers lancements (Rocket 1.0 et 2.0) ont eu lieu depuis le complexe de lancement LP-2 de la base de Kodiak, car Astra Space n'avait pas encore à disposition à l'époque son unité de lancement mobile. Le premier lancement depuis le complexe de lancement SLC-46 de la base de Cap Canaveral a eu lieu en février 2020 avec Rocket 3.3.

Equipements du complexe de lancement
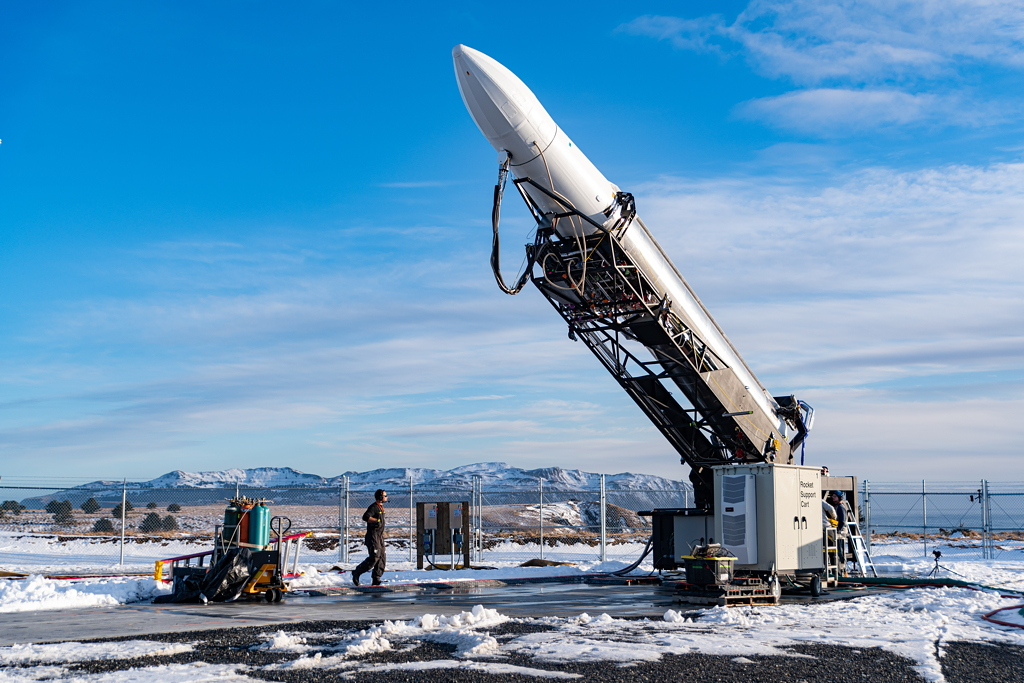
Le lanceur est mis à la verticale sur le socle du pas de tir.
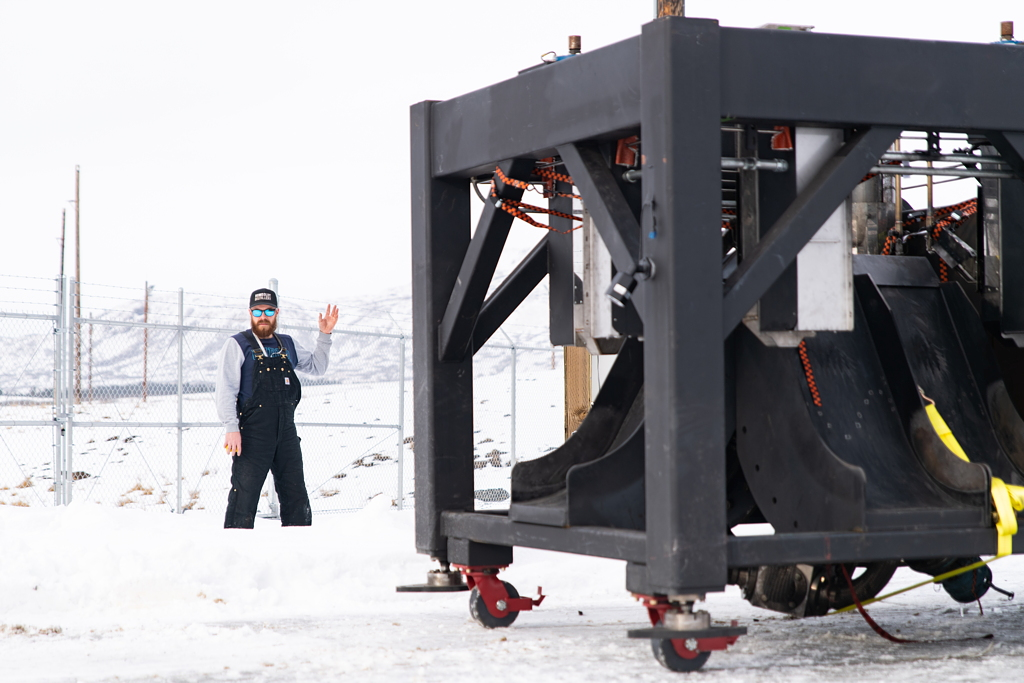
Le socle de lancement comprend des déviateurs de jet.
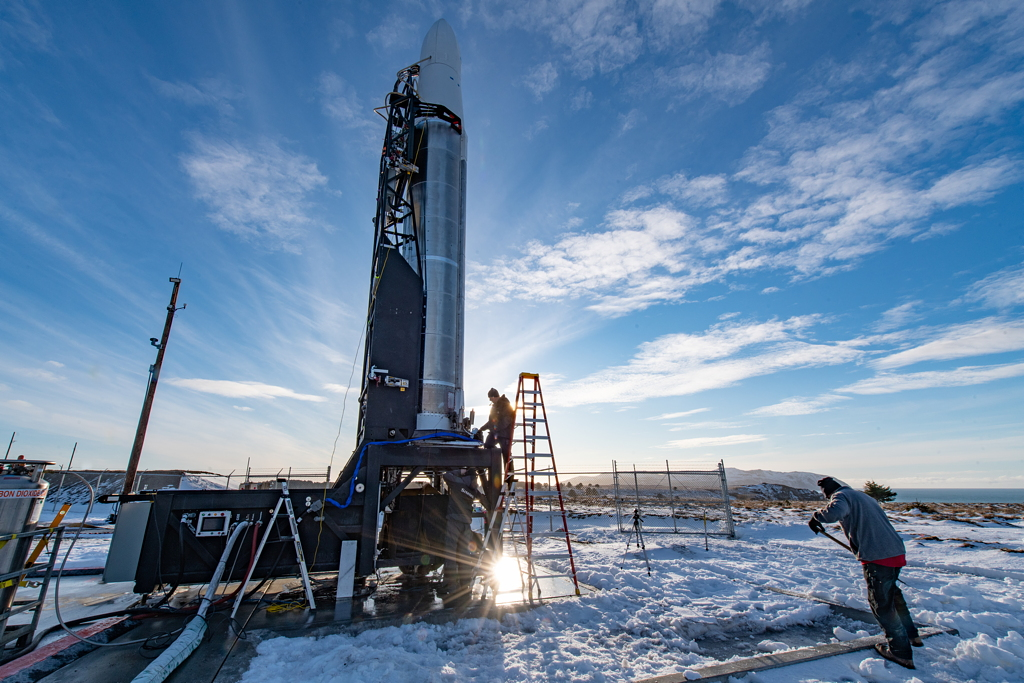
Le lanceur sur son socle avec la tour de service.

### Déroulement d'un vol
Le lanceur Rocket est installé à la verticale une heure avant le lancement, et on peut intervenir sur les charges utiles  jusqu'à 2 heures avant le tir. Le début de remplissage des réservoirs du lanceur débute 45 minutes avant le décollage. Le système de déluge d'eau est activé quelques secondes avant que les moteurs ne soient mis à feu.
| Événement                        | Temps écoulé depuis le décollage |
| -------------------------------- | -------------------------------- |
| Décollage                        | T+0 s                            |
| Extinction premier étage         | T+138 s                          |
| Éjection de la coiffe du lanceur | T+140 s                          |
| Séparation premier étage         | T+147 s                          |
| Allumage deuxième étage          | T+152 s                          |
| Extinction deuxième étage        | T+528 s                          |
| Séparation charge utile          | T+531 s                          |

## Historique des lancements
| 1 2 3 4 2018 2019 2020 2021 2022 2023 - Échec - Vol annulé - Succès - Prévu | 1 2 3 4 2018 2019 2020 2021 2022 - Kodiak LP-2 - Kodiak LP-3B - Cap Canaveral SLC-46 |

Tableau mis à jour le 7 octobre 2022.
| Succès | Succès | Succès | Vol n° | Numéro du lanceur | Date de lancement (UTC) | Base de lancement       | Charge(s) utile(s)                                           | Type                           | Orbite     | Notes |
| ------ | ------ | ------ | ------ | ----------------- | ----------------------- | ----------------------- | ------------------------------------------------------------ | ------------------------------ | ---------- | --- |
|        | ✕      |        | -      | 1.0               | 21/07/2018              | LP-2, Kodiak            | -                                                            | Vol d'essai                    | Suborbital | Échec : Perte de la fusée en vol Unique vol de Rocket 1.0. |
|        | ✕      |        | -      | 2.0               | 29/11/2018              | LP-2, Kodiak            | -                                                            | Vol d'essai                    | Suborbital | Échec : La propulsion fut plus courte que prévu Unique vol de Rocket 2.0. |
|        | ~      |        | -      | 3.0               | 02/03/2020              | LP-3B, Kodiak           | ARCE-1A, 1B & 1C Prometheus SOARS                            | Satellites de la DARPA         | OBT (LEO)  | Vol annulé : Le décollage fut annulé 53 s avant le vol. Le lanceur fut détruit lors d'un essai au sol. Première tentative de vol orbital de Rocket 3. La mission était nommée One of Three. |
|        | ✕      |        | 1      | 3.1               | 12/09/2020              | LP-3B, Kodiak           | Aucune                                                       | -                              | OBT (LEO)  | Échec : Le lanceur explosa au sol après la coupure automatique des moteurs en vol. Premier vol orbital de Rocket. |
|        | ✕      |        | 2      | 3.2               | 16/12/2020              | LP-3B, Kodiak           | Aucune                                                       | -                              | OHS (SSO)  | Échec : Ratio du mélange des ergols plus faible que prévu. Le deuxième étage n'a pas atteint la vitesse orbitale. |
|        | ✕      |        | 3      | 3.3 LV0006        | 28/08/2021              | LP-3B, Kodiak           | STP-27AD1                                                    | Instruments de mesure          | OHS (SSO)  | Échec : Panne d'un des moteurs du premier étage conduisant à la perte du lanceur. La charge utile devait rester attachée pour recueillir des données. |
|        | ✓      |        | 4      | 3.3 LV0007        | 20/11/2021              | LP-3B, Kodiak           | STP-27AD2                                                    | Instruments de mesure          | OHS (SSO)  | Succès : Après le lancement, le signal de séparation virtuelle de la charge utile a eu lieu |
|        | ✕      |        | 5      | 3.3 LV0008        | 10/02/2022              | SLC-46, Cap Canaveral   | ELaNa 41 : BAMA-1, CURIE A/B, INCA, QubeSat, R5-S1           | Satellites de la NASA          | OHS (SSO)  | Échec : Perte de contrôle du deuxième étage après la séparation, conduisant à la perte du lanceur et des satellites à bord |
|        | ✓      |        | 6      | 3.3 LV0009        | 15/03/2022              | LP-3B, Kodiak           | Spaceflight Astra-1: OreSat0, S4 CROSSOVER et SpaceBEE x 16, | Satellites de Spaceflight Inc. | OHS (SSO)  | Succès : Premier lancement pour le compte de la compagnie Spaceflight Inc. Ce vol a déployé 18 charges utiles, dont un satellite de la Portland State Aerospace Society, 16 satellites de Swarm Technologies et une charge utile de NearSpace Launch, qui est resté attaché au second étage comme prévu, |
|        | ✕      |        | 7      | 3.3 LV0010        | 12/06/2022              | SLC-46, Cap Canaveral   | TROPICS 1 & 2                                                | Satellites de la NASA          | OBT (LEO)  | Échec : Premier d'une série de 3 lancements pour la NASA. Extinction prématurée du moteur du second étage, conduisant à la perte de contrôle du lanceur et de la charge utile |
|        | -      |        | 8      | 4.0               | 2023                    | ?                       | -                                                            | Vol d'essai                    | OBT (LEO)  | Premier d'une série de tests orbitaux pour Rocket 4, |
|        | -      |        | ?      | ?                 | 2023 ou 2024            | LP-3B, Kodiak           | Lemur-2 x ?                                                  | Satellites de Spire Global     | OHS (SSO)  | Contrat avec l'entreprise Spire Global pour plusieurs lancements de satellites |
|        | -      |        | ?      | ?                 | 2023 ou 2024            | LP-3B, Kodiak           | Spaceflight Astra x ?                                        | Satellites de Spaceflight Inc. | OHS (SSO)  | Contrat pour plusieurs lancements avec la compagnie Spaceflight Inc. |
|        | -      |        | ?      | ?                 | 2023 ou 2024            | LP-3B, Kodiak           | Flock-4 x ?                                                  | Satellites de Planet Labs      | OHS (SSO)  | Contrat incluant plusieurs lancements avec Planet Labs |
|        | -      |        | ?      | ?                 | 2023 ou 2024            | LP-3B, Kodiak           | Flock-4 x ?                                                  | Satellites de Planet Labs      | OHS (SSO)  | Contrat incluant plusieurs lancements avec Planet Labs |
|        | -      |        | ?      | 4.0               | Inconnu                 | Cap Canaveral ou Kodiak | Charges utiles inconnues                                     | Satellites de la NASA          | OBT (LEO)  | Modification du contrat pour le lancement des satellites TROPICS de la NASA pour permettre le lancement de « charges utiles scientifiques comparables » |

## Galerie

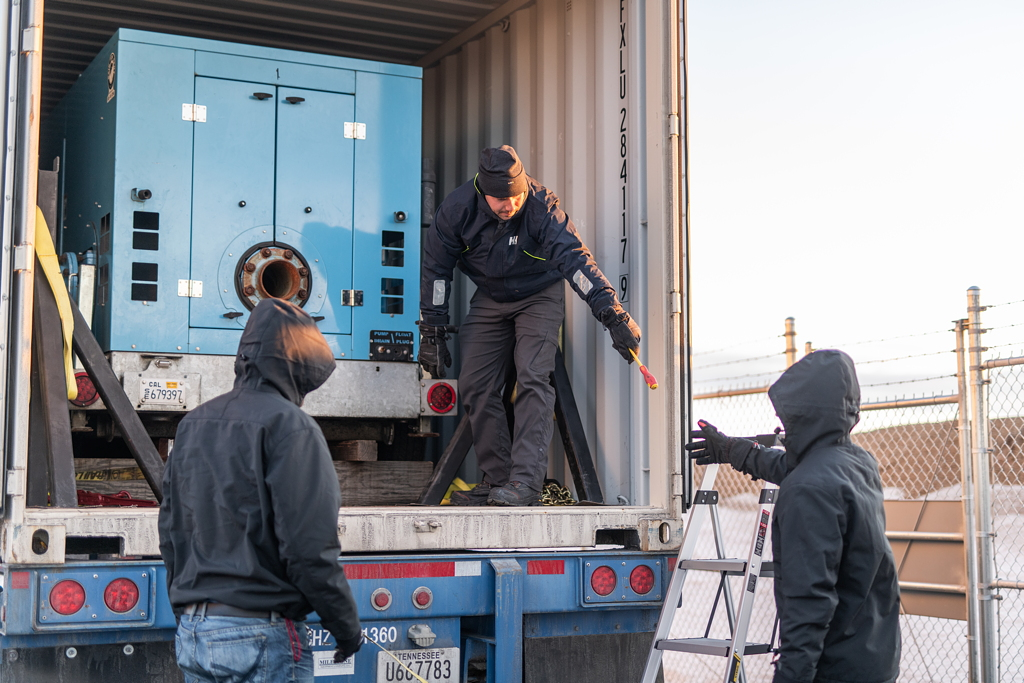
Système de déluge d'eau dans son camion de transport, ayant empêché le décollage du lanceur le 7 août 2020.
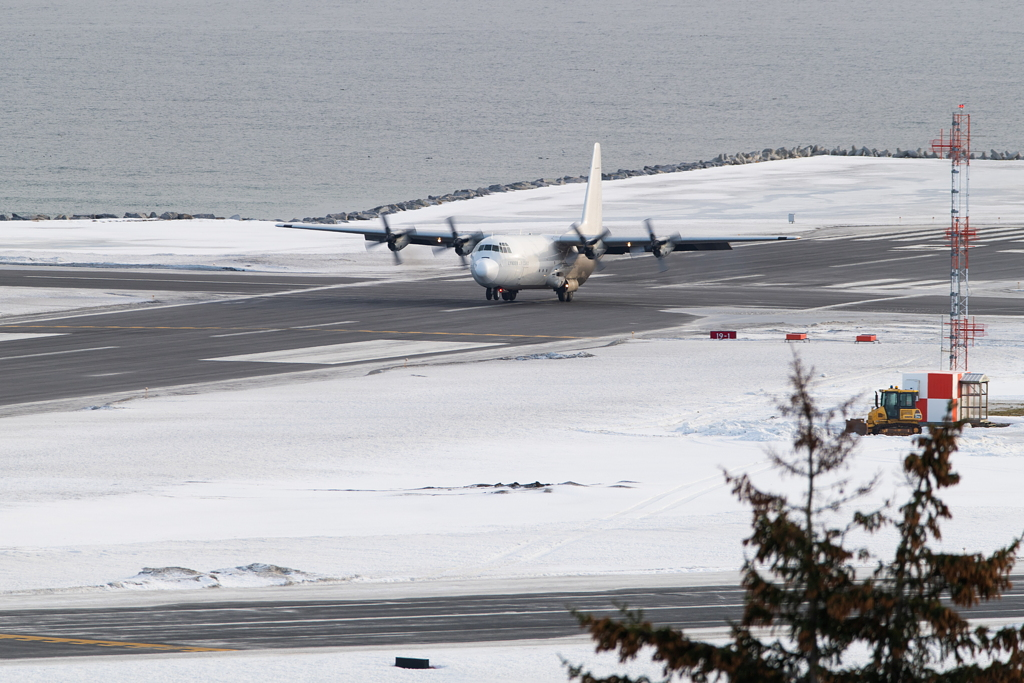
Arrivée du lanceur en Alaska
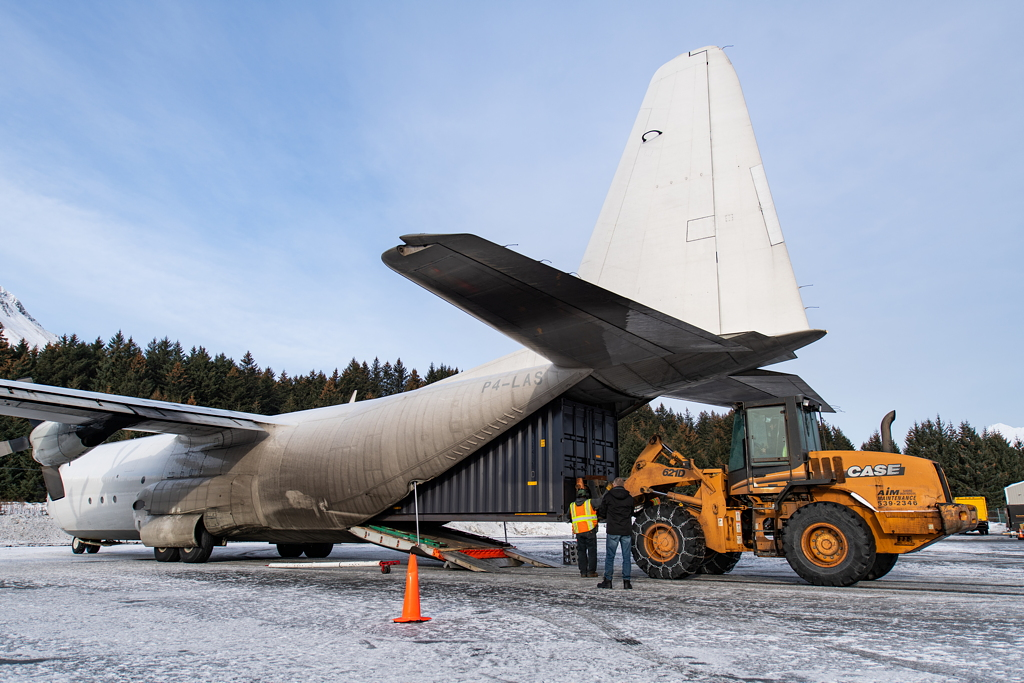
Déchargement du lanceur de son avion de transport
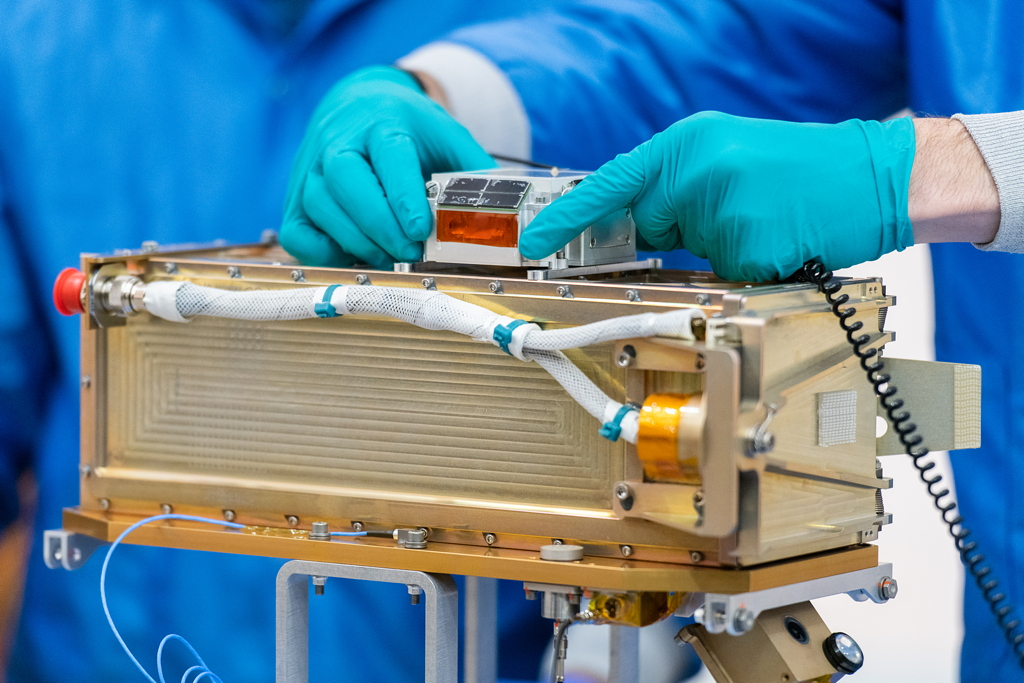
Satellite de la DARPA qui aurait dû voler à bord du lanceur
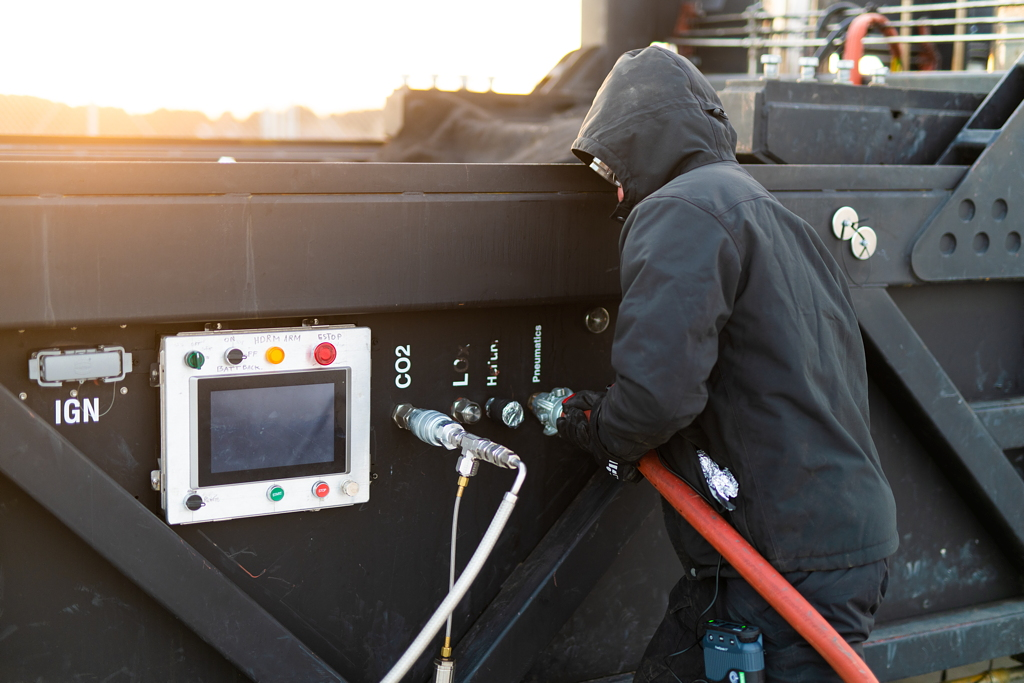
Vue des prises carburant du pas-de-tir
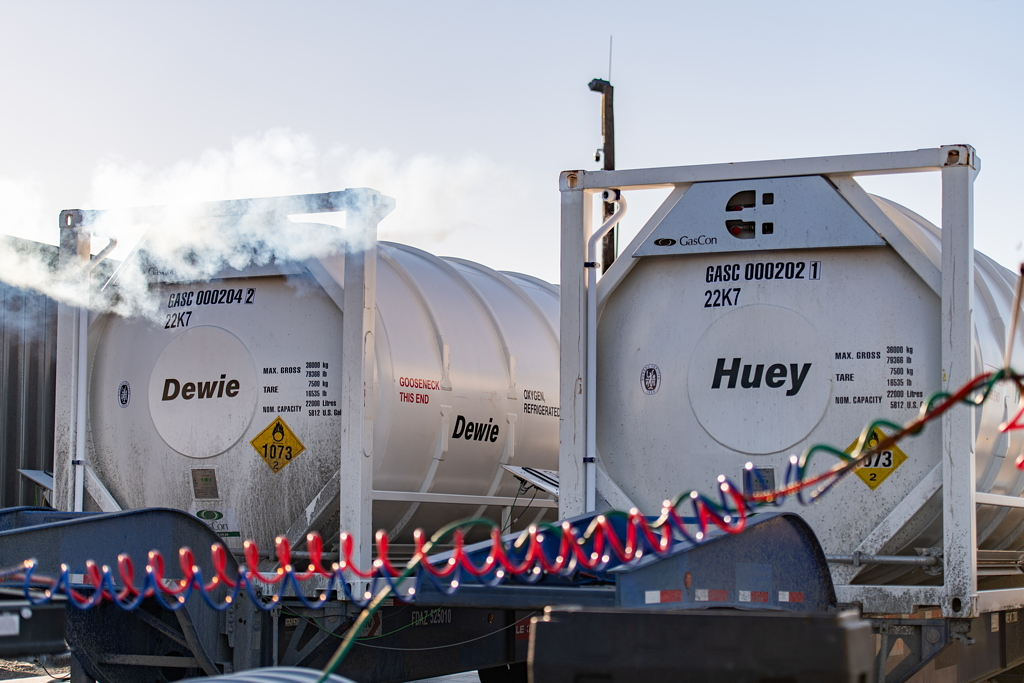
Camions transportant les ergols du lanceur
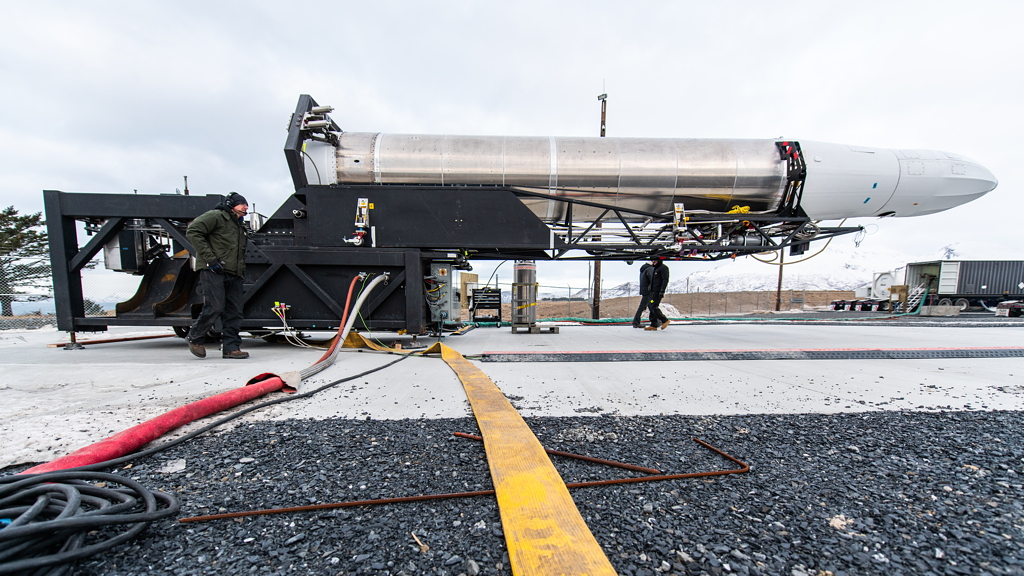
Lanceur à l'horizontale
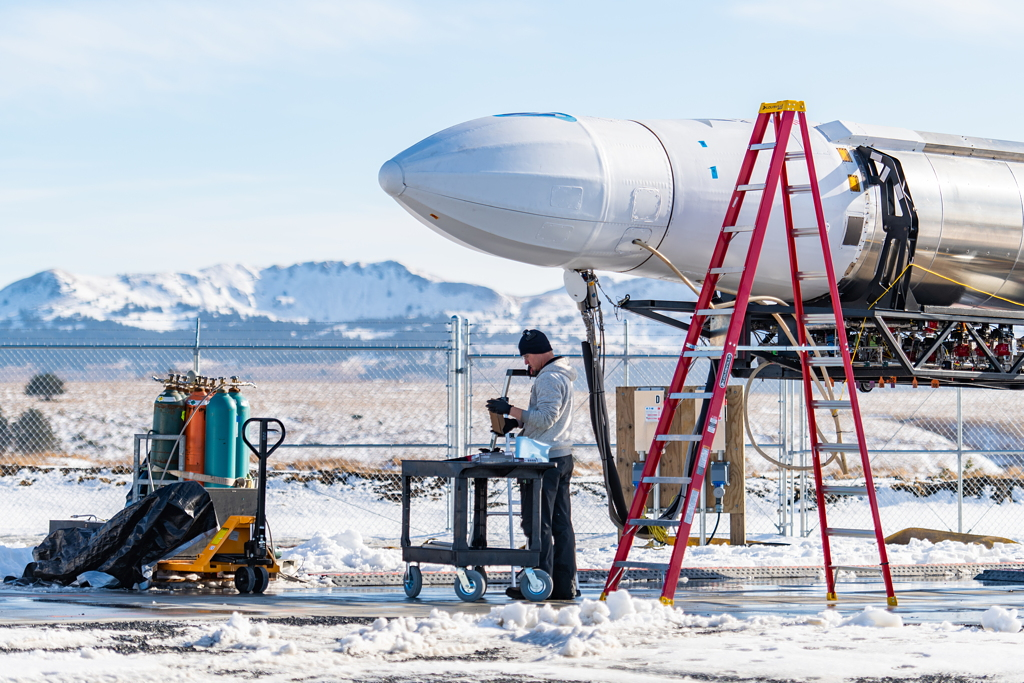
Lanceur à l'horizontale
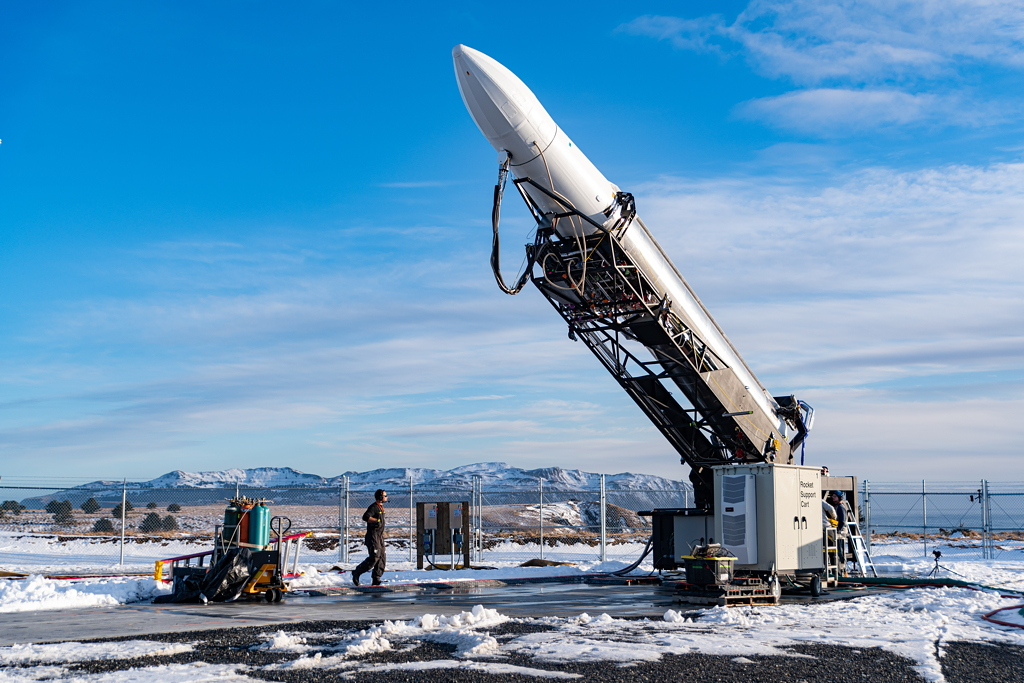
Mise à la verticale du lanceur
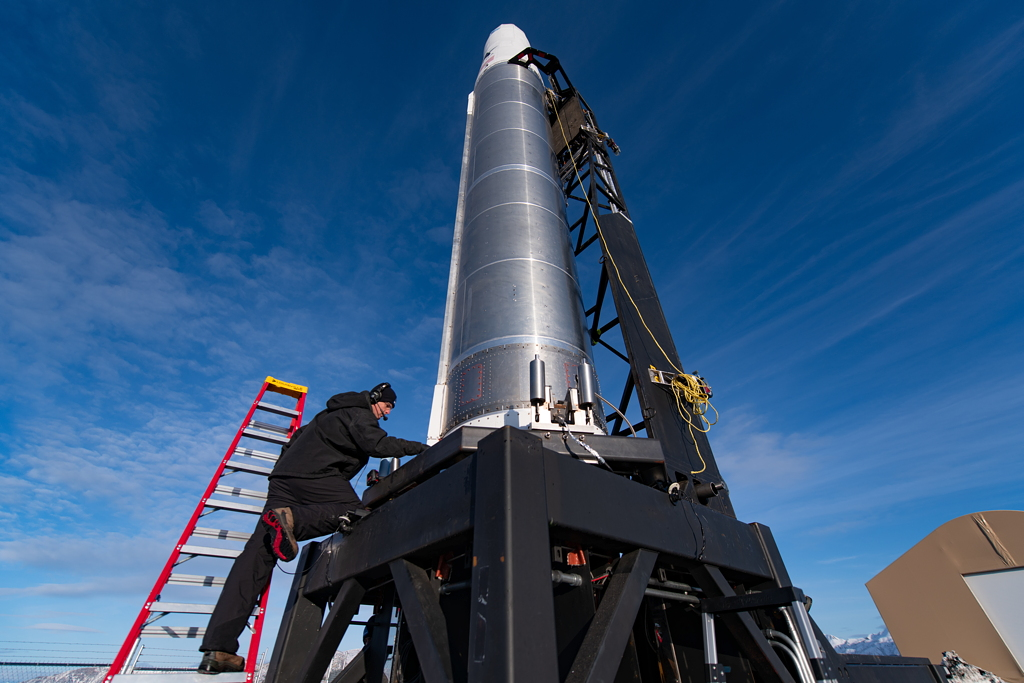
Le lanceur dressé sur son pas-de-tir
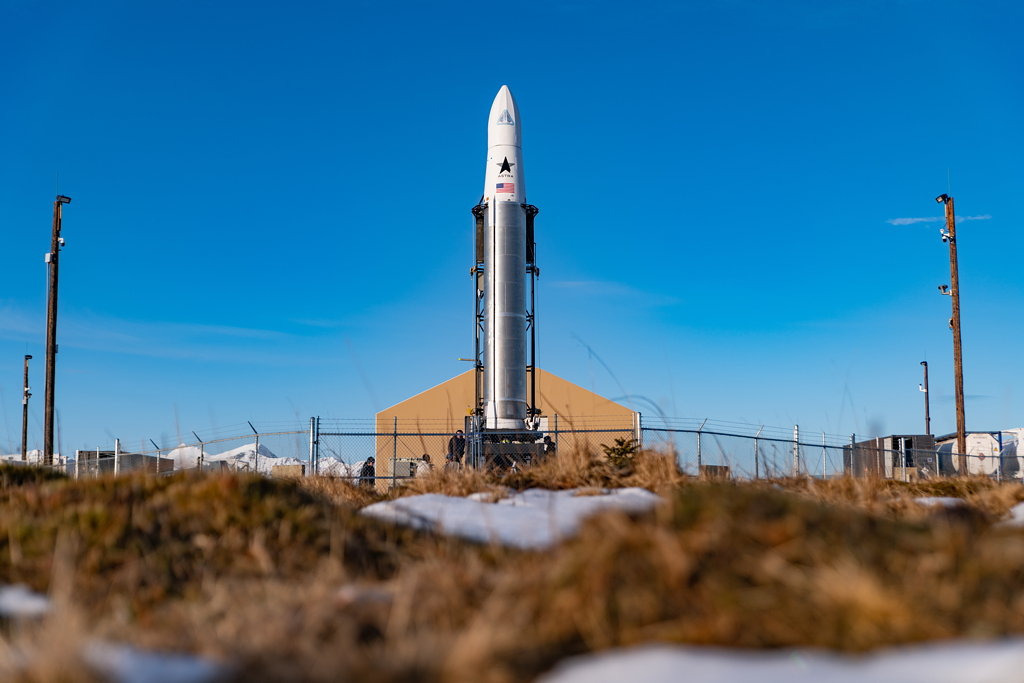
Le lanceur dressé sur son pas-de-tir
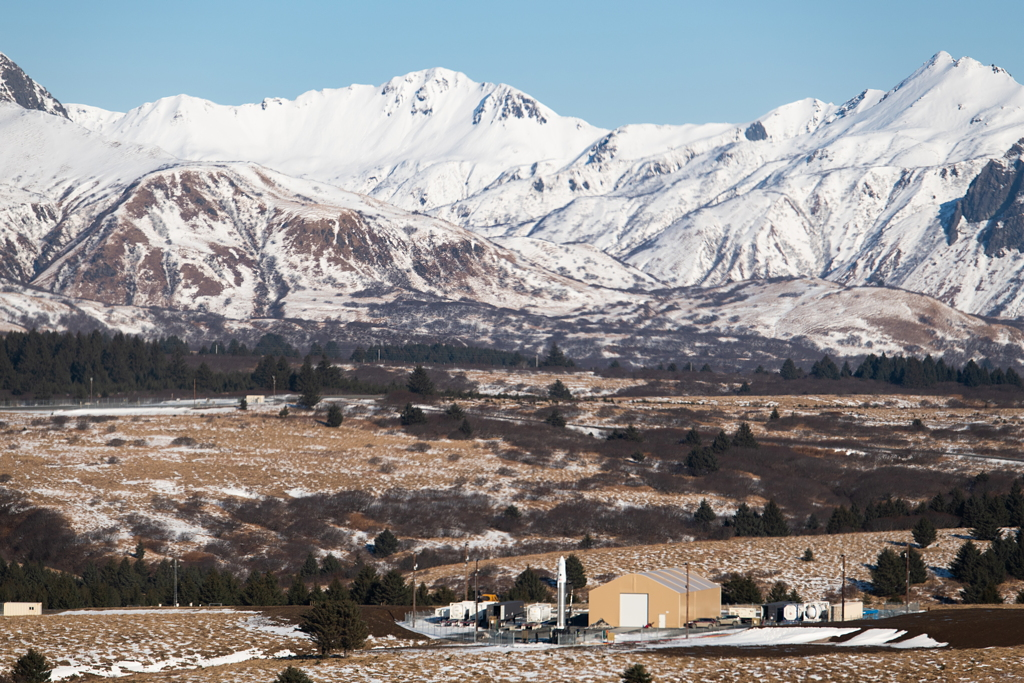
Vue aérienne du pas-de-tir 3B